# Mbo (centralni bantu jezik)
Mbo jezik (ISO 639-3: zmw), nigersko-kongoanski jezik iz Demokratske Republike Kongo, kojim govori 11 000 ljudi (1994 SIL) u provinciji Orientale. Pripada centralnoj bantu skupini u zoni D, podskupina bira-huku (D.30), i ne smije se brkati s istoimenim jezikom mbo [mbo] iz Kameruna koji pripada u podskupinu ngoe.
Leksički muje najbliži ndaka, 87%.

## Vanjske poveznice
- Ethnologue (14th)
- Ethnologue (15th)